# Silicon Image
La compañía Silicon Image fue fundada en 1995, tiene la sede en Sunnyvale, California y oficinas de ventas en China, Alemania, Japón, Corea y Taiwán. 
Es un proveedor líder de semiconductores y productos de propiedad intelectual para la distribución segura, la presentación y el almacenamiento de contenido de alta definición. Con una rica historia de innovación tecnológica que incluye la creación de estándares como DVI y HDMI. 
Las soluciones de la compañía facilitan el uso de contenido digital entre electrónica de consumo, ordenadores personales (PC) y dispositivos de almacenamiento, con el objetivo de garantizar un envío seguro de contenido digital en cualquier momento, en cualquier lugar y en cualquier dispositivo. 
En 2009 se unió a Nokia, Samsung y Sony para sacar al mercado un nuevo puerto con una nueva tecnología que armonizará la relación entre teléfonos móviles, reproductores multimedia de bolsillo y pantallas de alta definición, denominado MHL.